# مهرجان فيلادلفيا السينمائي
مهرجان فيلادلفيا السينمائي (بالإنجليزية: Philadelphia Film Festival)‏ مهرجان سينمائي أسسته جمعية فيلادلفيا للأفلام ويقام في فيلادلفيا، بولاية بنسلفانيا، الولايات المتحدة. يقام المهرجان في أماكن مسرحية مختلفة في جميع أنحاء منطقة فيلادلفيا الكبرى، بما في ذلك مسرح روكسي بي اف اس PFS Roxy Theater، ومسرح برنس، ومسرح لاندمارك ريتز. يضم المهرجان أكثر من 200 فيلم مع أكثر من 50 من صناع الأفلام وضيوف الصناعة. يروج المهرجان للأفلام التي قد لا تُرى بطريقة أخرى في منطقة فيلادلفيا.

## تاريخ المهرجان
تأسس المهرجان السنوي في عام 1991، ويستمر لمدة أسبوعين، وهو أحد المهرجانات السينمائية الأطول في المدينة. كان المهرجان وحتى عام 2009 يعقد بشكل عام خلال الأسابيع الأولى من أبريل، وفي عام 2009، انتقل مهرجان الأفلام من الربيع إلى الخريف. تشمل الفئات السابقة التي استضافها المهرجان: الأفلام القصيرة - أضواء كاشفة - عرض الأفلام الوثائقية - المستقلين الأمريكيين - الماجستير في السينما.
تم بيع حوالي 35000 تذكرة في مهرجان فيلادلفيا السينمائي السنوي العشرين لأكثر من 250 عرضًا. تساعد هذه المهرجانات في نشر الوعي بالأفلام التي قد لا يشاهدها عشاق الأفلام في مكان آخر. يستضيف مهرجان فيلادلفيا السينمائي أحداثًا مختلفة لجعل المهرجان تجربة أفضل؛ البعض منها ، أسئلة، وأجوبة المخرجين، ولجان الصناعة، والعروض الخاصة.

## أهداف المهرجان
المهرجانات السينمائية عبارة عن تجمعات كبيرة حيث يأتي الناس لتجربة العديد من فئات الأفلام المختلفة التي تشمل الأفلام الحديثة، أو الأفلام الطلابية، أو الأفلام العالمية. تساعد المهرجانات السينمائية في تقويس ثقافة المدينة وتزدهر السينما من حياة المدينة. مع تطور المدينة إلى مكان صغير مزدحم، تطورت السينما معها. تضيف هذه المهرجانات إلى الثقافة المرتبطة كثيرًا بالمدينة، ولا تختلف فيلادلفيا. مهرجانات الأفلام ليست مجرد وسيلة لتوفير الثقافة، ولكنها وسيلة لصانعي الأفلام الطموحين لبدء إنشاء أفلامهم الخاصة.
يقيم مهرجان فيلادلفيا السينمائي مسابقات طلابية، بالإضافة إلى عرض أفلام في فئة الأفلام الكبرى، وهي أفلام محلية. تكون المهرجانات السنوية عادةً، مثل مهرجان فيلادلفيا السينمائي ذات تأثير كبير على حياة الناس، لذا فإن إقامة مهرجانات سينمائية أمر مهم لإشراك الناس. لا تستضيف جمعية فيلادلفيا للأفلام المهرجانات فحسب، بل أنشأت أيضًا أحداثًا أخرى مثل «فيلم يوم الأثنين Movie Monday» على مسرح تروكاديرو Trocadero، وندوات صناعة الأفلام وورش عمل كتابة السيناريو

## تذاكر المهرجان
تباع تذاكر مهرجان الفيلم من خلال جمعية فيلادلفيا السينمائية. يقدم برنامج التذاكر المجاني «بي اف اف اون آس PFF On Us» تذاكر أفلام مجانية لفئات العرض الوثائقي، والمستقلين الأمريكيين للمهرجان لمنظمات المجتمع المحلي، ومجموعات الطلاب، وعامة الناس. يتم توفير خصومات إضافية على التذاكر لبرنامج عضوية المنظمة.

## وصلات خارجية
- Philadelphia Film Society
- Greater Philadelphia Student Film Festival